# Bodo Wildberg
Bodo Wildberg (eigentlich Heinrich Ludwig William Gabriel Ritter von Dickinson, * 7. August 1862 in Lemberg; † 31. Januar 1942 in Berlin) war ein deutscher Schriftsteller und Übersetzer.

## Leben
Bodo Wildberg war der Sohn des  Oberstleutnant Heinrich August Dickinson, Esquire und der Maria Theresia Freiin von Hennet. Die Familie war österreichisch-englischer Herkunft und katholischer Konfession. Der Vater starb bereits 1866 in Dresden, nach dem er bei der Schlacht bei Königsgrätz verwundet worden war. Bodo  besuchte das Vitzthumsche Gymnasium in Dresden und das Theresianum in Wien. Anschließend studierte er Rechtswissenschaften in Wien sowie Philologie und Philosophie in Prag.
Von 1895 bis 1907 war er Feuilleton-Redakteur der Deutschen Wacht und Schriftsteller in Dresden. Er schrieb regelmäßige Beiträge („Dresdner Briefe“) für Die Gesellschaft. Später übersiedelte er nach Berlin und lebte hauptsächlich vom beträchtlichen Vermögen, das ihm seine Eltern hinterlassen hatten.
Seine Werke sind im Wesentlichen phantastische Erzählungen, in denen es häufig um Monomanien und Triebverwirrungen geht. Außerdem übersetzte er mehrere Erzählungen von Edgar Allan Poe. Nach Robert N. Bloch war Wildbergs Werk vergleichbar mit der englischen Abenteuerliteratur von H. Rider Haggard und John Davys Beresford (1873–1947).
Zeitlebens behauptete er, bürgerlich Heino von Dickinson-Wildberg zu heißen, und ließ diesen Namen in Nachschlagewerken wie Kürschers Deutschen Literatur-Kalender eintragen.
Wildberg war seit 1898 mit Hedwig Drechsler (* 30. November 1868 in Kassel) verheiratet. Der 1899 geborene Sohn fiel 1918 bei Hendecourt (nordnordöstlich von Bapaume).

## Werke

### Romane
- Roller Sahib. Ein indischer Roman, H. Minden Verlag, Dresden 1914
- Othmar Webers Flucht aus Indien, Roman, Hermann Hillger Verlag, Berlin 1918
- Die heimliche Krone, Roman, H. Minden Verlag, Dresden 1920

### Erzählungssammlungen
- Tödliche Triebe, E. Pierson’s Verlag, Dresden 1894 (enthält: Blonder Zauber, Der Sigenstein, Der unfreie Wille)
- Alpennovellen. Erste Folge, E. Pierson’s Verlag, Dresden und Leipzig 1894 (enthält: Stille, Der Alp, Jägerglück)
- Die Sehnsüchtigen, E. Pierson’s Verlag, Dresden 1900 (enthält: Citronenfalter, Die Paradiesinsel, Schwestern, Du sollst nicht töten, Am See, Das graue Thal, Schloss Öd)
- Dunkle Geschichten, mit einem Vorwort von W. Urban, Reclam-Verlag, Leipzig 1910 (enthält: Vitzliputzli, Der seltsame Fall der Madame Buroff, Dalmanns Haupt, Tante Engeltrauts Geist, Das gespenstige Luftschiff, Die Blume von der Insel Ranvalona) Digitalisat
- Schlangenhaut und andere seltsame Novellen, Richard Taendler Verlag, Berlin 1911 (enthält:  Eugen der Löwe, Die Hand aus Chitin, Der Luftpassagier, Schlangenhaut?, Die Hunde von Romanowo, Vertauscht, Der Schutzengel, Die Dame mit der Otter, Hermine Lichtenau, Signe Sakrow, Der blaue Stein und das Siegel des Glücks, Der verlorene Strom)
- Neben der Welt und andere Erzählungen, Reclam-Verlag, Leipzig 1911 (enthält: Neben der Welt, Schönheit, Der Kastellan, Der Zerstörer)
- Der sechste Panther und andere Novellen, Hermann Hillger Verlag, Berlin 1912 (enthält: Faksimile-Abdruck eines Wildberg-Briefes, Der sechste Panther: Die Dame vom Ammertal, Der Wirt von „Schwarzen Drachen“, Das Kloster des Großen Engels, DasWasserschloß, Die beiden grünen Diamanten, Der Kometenvogel, Der Ur und der Schlech, Ein Abenteuer in Böhmen, Der Saphirschütze, Der schneeweiße Pudel, An die falsche Adresse, Mariken Ahrens)
- Der blaue Hummer, Hermann Hillger Verlag, Berlin 1917 (enthält: Der blaue Hummer, Hüte dich vor Anka Nenadowitsch, Der Riese von Wertach, In den Wäldern belagert, Das Königseiland)
- Novellen aus Deutsch-Österreich, Frankenstein und Wagner Verlag, Leipzig 1920 (enthält: Das Reich des Simon Tempe, Der Wolfshund, Das Verlies, Die Augen in der Wand, Die Gezeichneten,  Absturz, Das Leben des Kunz Kristaller)
- Die Hunde von Romanowo, Georg Müller Verlag, München 1927 (enthält: Die Hunde von Romanowo, Schlangenhaut?, Der blaue Stein und das Siegel des Glücks, Der verlorene Strom, Eugen der Löwe, Hermine Lichtenau, Jungfer Uhr, Die weiße Frau von der Rosenburg, Das Leben der Sängerin Marten, Nächte im Hirschgraben, Ein Tag der Lola Montez, Die Gärten von Turlu, Die Vase aus Schantung, Der graue Hase, Die beiden Larven, Adam, der Totschläger, Spuk am Panschakuri-See, Im Lande der Sirenen, Lord Fisch, Der verschenkte Wille)

### Gedichtbände
- Auf der Woge des Lebens, Gedichte, E. Pierson’s Buchhandlung, Dresden und Leipzig 1882
- Helldunkle Lieder, Gedichte, E. Pierson’s Verlag Dresden und Leipzig 1897
- Stunden und Sterne, Gedichte, Österreichische Verlagsanstalt, Wien 1903

### Theaterstücke (Auswahl)
- Die Maid von Mirogh. Sita. Zwei Dichtungen, E. Pierson’s Verlag, Dresden 1888
- Rosa Margarete. Traummärchen in 5 Bildern, J. J. Plaschka verlag, Wien 1906
- Orientalische Nacht. Lustspiel in 3 Akten, Lincke Verlag, Dresden 1912

### Als Herausgeber
- Das Dresdner Hoftheater in der Gegenwart. Biographien und Charakteristiken, F. Pierson’s Verlag, Dresden 1902

### Neuabdrucke
- Vertauscht (1911), in: Robert N. Bloch: Jenseits der Träume. Seltsame Geschichten vom Anfang des Jahrhunderts, Suhrkamp Verlag, Frankfurt/Main 1990 (suhrkamp taschenbuch 1595) S. 66–72
- Schlangenhaut (1911), in: Frank Rainer Scheck: Priester des Todes. Morbide Erzählungen um 1900, Blitz Verlag, Windeck 2011, S. 230–238